# سبز پاریسی
سبز پاریسی (مس (II) استات تری آرسنیت یا مس (II) استوآرسنیت) یک ترکیب معدنی است. به عنوان رنگدانه سبز به نام‌های سبز شواینفورت، سبز زمردی یا سبز وینی نیز شناخته می‌شود. یک پودر کریستالی سبز زمردی بسیار سمی است  که با وجود سمی بودن به عنوان جونده‌کش و حشره کش  و همچنین به عنوان رنگدانه استفاده می‌شود. همچنین به عنوان رنگ آبی برای آتش بازی استفاده می‌شود .  گفته می‌شود که رنگ سبز پاریسی از سبزآبی کم‌رنگ زمانی که خیلی ریز آسیاب می‌شود تا سبز عمیق‌تر زمانی که درشت آسیاب می‌شود، متغیر است.
- رنگدانه سبز پاریسی
- آمیختن سبز پاریسی و غبار جاده برای آماده‌کردن آغشتن نهرها و محل‌های زادآوری پشه‌ها در جنگ جهانی دوم
- کاربرد حشره‌کش‌ها، پوستر توسط مرکز بهداشت عمومی آمریکا